# Liste der Gouverneure von Hunan
Dies ist die Liste der Gouverneure der chinesischen Provinz Hunan.
| Name           | Amtszeit  |
| -------------- | --------- |
| Chen Mingren   | 1949–1950 |
| Wang Shoudao   | 1950–1952 |
| Cheng Qian     | 1952–1967 |
| Li Yuan        | 1968–1970 |
| Hua Guofeng    | 1970–1977 |
| Mao Zhiyong    | 1977–1979 |
| Sun Zhiguo     | 1979–1983 |
| Liu Zheng      | 1983–1985 |
| Xiong Qingquan | 1985–1989 |
| Chen Bangzhu   | 1989–1995 |
| Yang Zhengwu   | 1995–1998 |
| Chu Bo         | 1998–2001 |
| Zhang Yunchuan | 2001–2003 |
| Zhou Bohua     | 2003–2006 |
| Zhou Qiang     | 2006–2010 |
| Xu Shousheng   | 2010–2013 |
| Du Jiahao      | 2013–2016 |
| Xu Dazhe       | 2016–2020 |
| Mao Weiming    | 2020–     |